# Libnotes (Afrolimonia) igalensis
Libnotes (Afrolimonia) igalensis is een tweevleugelige uit de familie steltmuggen (Limoniidae). De soort komt voor in het Afrotropisch gebied.